# Erika Venegas
Erika Venegas González (7 de julio de 1988) es una futbolista profesional mexicana quién jugó en la Selección Nacional Femenil de México en la posición de portera.

## Participaciones en Copas del Mundo
| Mundial                                 | Sede     | Resultado    | Partidos | Goles |
| --------------------------------------- | -------- | ------------ | -------- | ----- |
| Copa Mundial Femenina de Fútbol de 2011 | Alemania | Primera Fase | ?        | 1     |